# Emily Hamilton
Emily Hamilton (Londra, 24 maggio 1974) è un'attrice britannica.

## Filmografia parziale

### Cinema
- Fantasmi (Haunted), regia di Lewis Gilbert (1995)
- Phoenix Blue, regia di Tony Maylam (2001)
- E morì con un felafel in mano (He Died with a Felafel in His Hand), regia di Richard Lowenstein (2001)

### Televisione
- Madre Teresa, regia di Fabrizio Costa - miniserie TV (2003)
- L'ispettore Barnaby (Midsomer Murders) - serie TV, episodio 10x07 (2007)